# لورا آرایا
 لورا آرایا (انگلیسی: Laura Arraya؛ زاده ۲۴ ژانویهٔ ۱۹۶۴) یک تنیس‌باز اهل پرو است. 